# New Market (Maryland)
New Market es un pueblo ubicado en el condado de Frederick en el estado estadounidense de Maryland. En el año 2010 tenía una población de 656 habitantes y una densidad poblacional de 410 personas por km².

## Geografía
New Market se encuentra ubicado en las coordenadas 
39°23′1″N 77°16′24″O / 39.38361, -77.27333.

## Demografía
Según la Oficina del Censo en 2000 los ingresos medios por hogar en la localidad eran de $62.292 y los ingresos medios por familia eran $67.292. Los hombres tenían unos ingresos medios de $45.455 frente a los $25.313 para las mujeres. La renta per cápita para la localidad era de $22.102. Alrededor del 0,7% de la población estaba por debajo del umbral de pobreza.